# Gasteruption hastator
Gasteruption hastator ist ein Hautflügler aus der Familie der Gasteruptiidae, auch als „Gichtwespen“ oder „Schmalbauchwespen“ bekannt. Die Art wurde 1804 von Johann Christian Fabricius als Foenus hastator erstbeschrieben.

## Merkmale
Die Hautflügler sind 10–12 mm lang. Die Weibchen sind rötlich gefärbt und weisen schwarze Flecke auf. Die Männchen sind überwiegend schwarz gefärbt. Der Hinterleib der Männchen weist rote Querstreifen auf. Der zylindrische Hinterleib ist gewöhnlich nach oben gerichtet. Die Weibchen besitzen einen kurzen Legebohrer. Die hinteren Tibien sind verbreitert. Die Weibchen sind aufgrund ihrer Färbung in Mitteleuropa sicher zu bestimmen. Die Männchen von Gasteruption hastator können mit anderen Arten wie Gasteruption schossmannae verwechselt werden.

## Verbreitung
Gasteruption hastator ist in der Paläarktis verbreitet. Die Art kommt in Mitteleuropa und im Mittelmeerraum einschließlich Nordafrika, Kleinasien und dem Nahen Osten vor. Im Osten reicht das Verbreitungsgebiet bis in den Iran und den Fernen Osten Russlands. In Deutschland ist Gasteruption hastator eine von 16 Arten der Gattung Gasteruption.

## Lebensweise
Die Art bevorzugt wärmebegünstigte Offenland-Biotope. Die Hautflügler beobachtet man von Juli bis September. Sie besuchen die Blüten von Goldruten (Solidago). Die Weibchen legen ihre Eier in die Nester von solitär lebenden Bienen ab. Sind diese verschlossen, kann das Weibchen mit ihrem Legebohrer den Verschluss durchbohren. Die Larven von Gasteruption hastator leben als Inquiline und Kleptoparasiten. Zu den Wirtsgattungen gehören Osmia und Hylaeus, die ihre Nester in den Stämmen von Rubus anlegen. Ferner werden die Nester von Spiralhornbienen (Systropha) parasitiert.

## Bilder

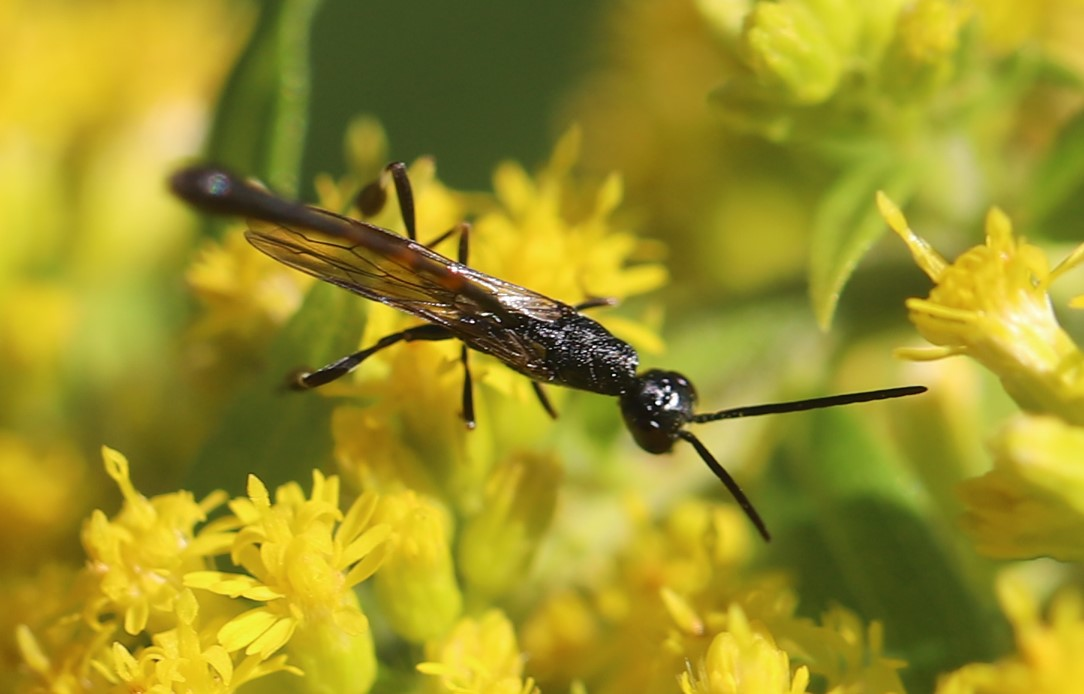
Gasteruption cf. hastator ♂
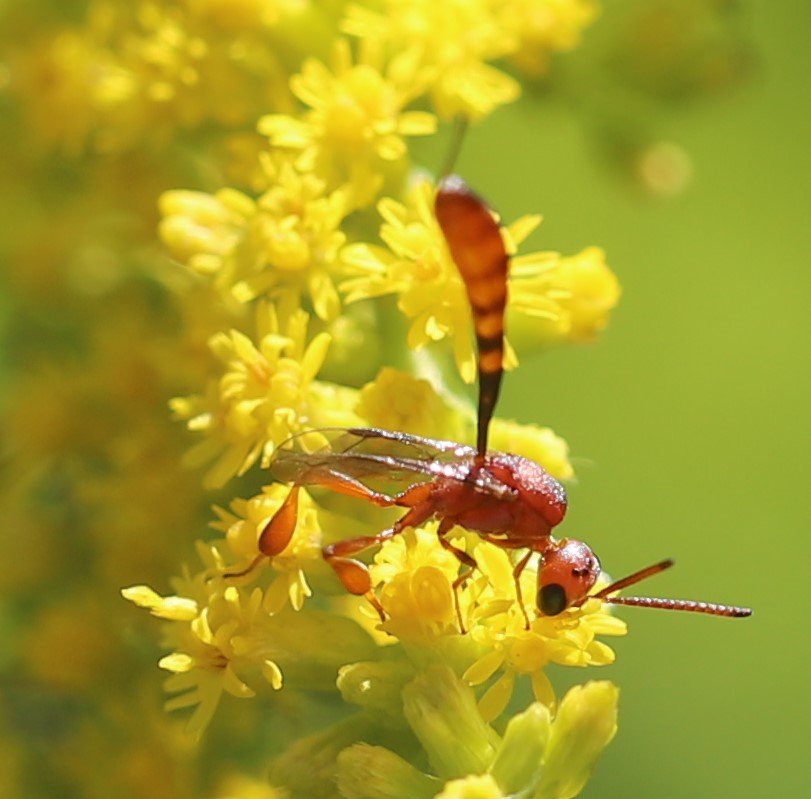
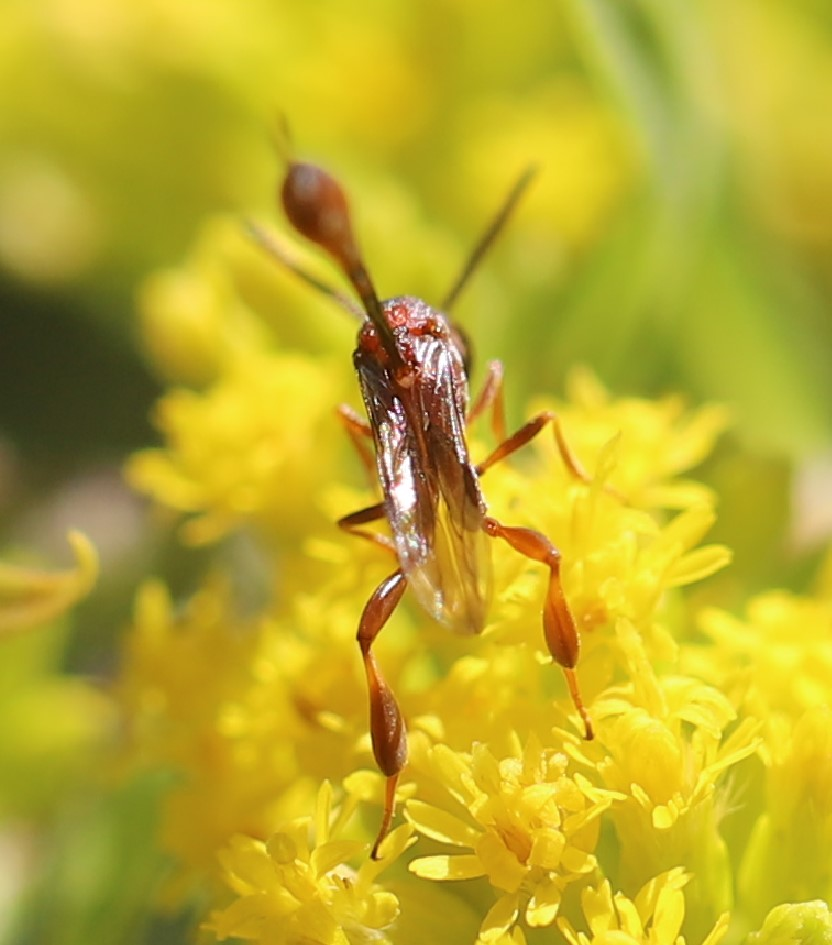
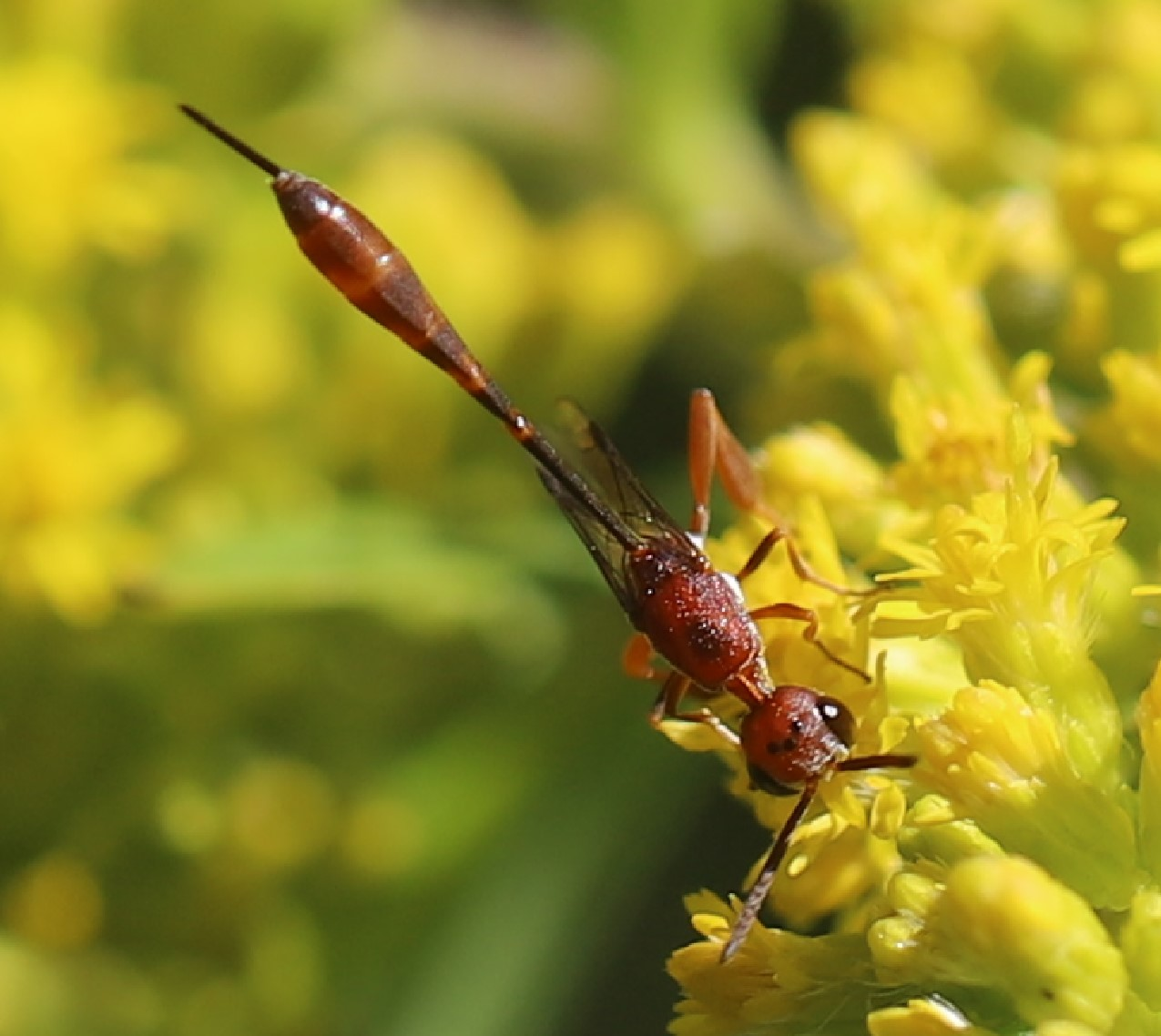
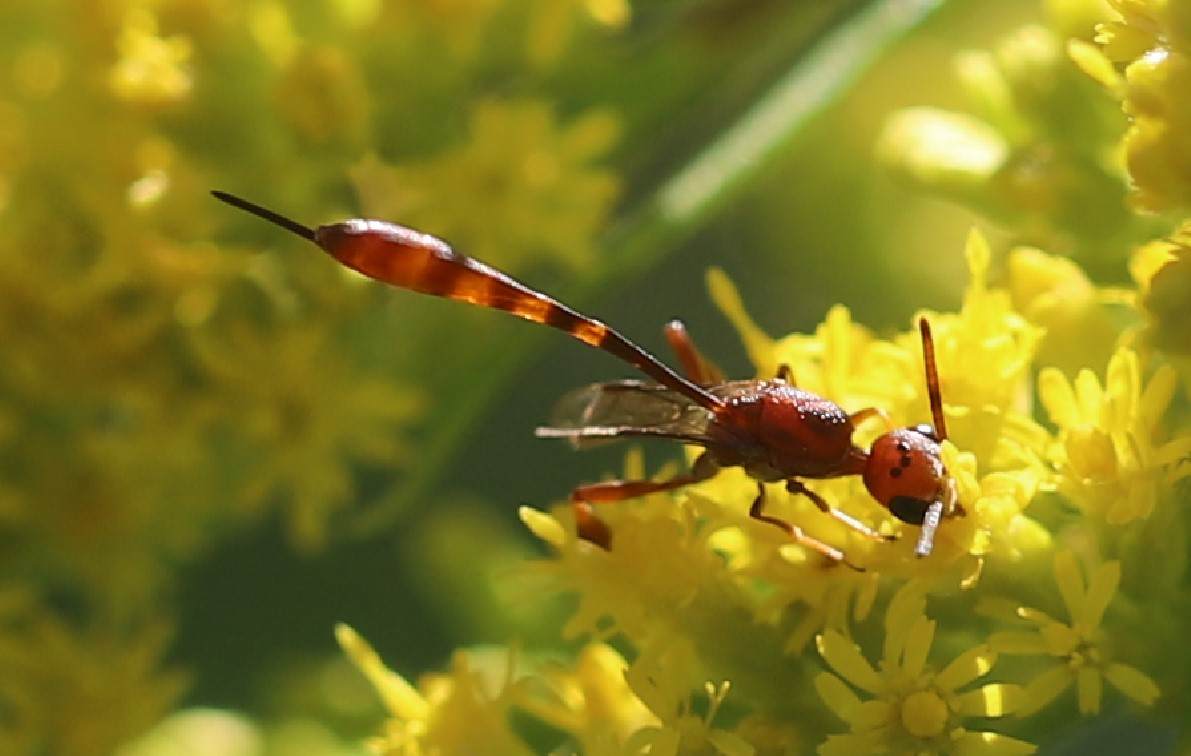